# Clănița
Clănița – wieś w Rumunii, w okręgu Teleorman, w gminie Frăsinet. W 2011 roku liczyła 771 mieszkańców.